# Gerrie Mühren
Gerrie Mühren (Volendam, 1946. február 2. – Volendam, 2013. szeptember 19.) válogatott holland labdarúgó, középpályás. Testvére Arnold Mühren szintén válogatott labdarúgó.

## Pályafutása

### Klubcsapatban
Az FC Volendam csapatában kezdte a pályafutását. 1968 és 1976 között az Ajax labdarúgója volt. Tagja volt három bajnokcsapatok Európa-kupája nyertes csapatnak. Mühren szerezte az Ajax 1000. bajnoki gólját a Telstar ellen és a győztes gólt az 1972-73-as BEK elődöntő visszavágóján a Real Madrid ellen.
1976 és 1979 között a Spanyolországba szerződött és a Real Betis csapatában szerepelt. 1979 és 1981 között ismét Hollandiában játszott. Először egy idényen át az anyaklubjában szerepel, majd az MVV Maastricht csapatában. Az 1981–82-es idényben a hongkongi Seiko labdarúgója volt. 1982 és 1984 között a DS '79 együttesében szerepelt. Az 1984–85-ös idényben a volendami anyaegyesületében a holland másodosztályban fejezte be az aktív labdarúgást.

### A válogatottban
1969 és 1973 között 10 alkalommal szerepelt a holland válogatottban.

## Sikerei, díjai
FC Volendam
- Holland bajnokság (másodosztály)
  - bajnok: 1966–67

 Ajax
- Holland bajnokság
  - bajnok: 1969–70, 1971–72, 1972–73
- Holland kupa
  - győztes: 1970, 1971, 1972
- Bajnokcsapatok Európa-kupája
  - győztes: 1970–71, 1971–72, 1972–73
- UEFA-szuperkupa
  - győztes: 1972, 1973
- Interkontinentális kupa:
  - győztes: 1972

 DS '79
- Holland bajnokság (másodosztály)
  - bajnok: 1982–83

 Real Betis
- Spanyol kupa
  - győztes: 1976–77

 Seiko
- Hongkongi bajnokság
  - bajnok: 1981–82, 1982–83

## Statisztika

### Mérkőzései a holland válogatottban
| Hollandia | Hollandia            | Hollandia                     | Hollandia   | Hollandia | Hollandia | Hollandia    | Hollandia | Hollandia |
| #         | Dátum                | Helyszín                      | Hazai       | Eredmény  | Vendég    | Kiírás       | Gólok     | Esemény   |
| --------- | -------------------- | ----------------------------- | ----------- | --------- | --------- | ------------ | --------- | --------- |
| 1.        | 1969. november 5.    | Amszterdam, Olimpiai Stadion  | Hollandia   | 0 – 1     | Anglia    | barátságos   | -         | 46'       |
| 2.        | 1970. január 14.     | London, Wembley Stadion       | Anglia      | 0 – 0     | Hollandia | barátságos   | -         | 65'       |
| 3.        | 1970. január 28.     | Tel-Aviv, Bloomfield stadion  | Izrael      | 0 – 1     | Hollandia | barátságos   | -         |           |
| 4.        | 1971. április 4.     | Split, Stadion pod Marjanom   | Jugoszlávia | 2 – 0     | Hollandia | Eb-selejtező | -         |           |
| 5.        | 1971. november 17.   | Eindhoven, Philips Sportpark  | Luxemburg   | 0 – 8     | Hollandia | Eb-selejtező | -         |           |
| 6.        | 1971. december 1.    | Amszterdam, Olimpiai Stadion  | Hollandia   | 2 – 1     | Skócia    | barátságos   | -         | 46'       |
| 7.        | 1972. május 3.       | Rotterdam, Feijenoord Stadion | Hollandia   | 3 – 0     | Peru      | barátságos   | -         | 68'       |
| 8.        | 1973. augusztus 22.  | Amszterdam, Stadion De Meer   | Hollandia   | 5 – 0     | Izland    | vb-selejtező | -         | 60'       |
| 9.        | 1973. szeptember 12. | Oslo, Ullevaal Stadion        | Norvégia    | 1 – 2     | Hollandia | vb-selejtező | -         |           |
| 10.       | 1973. november 18.   | Amszterdam, Olimpiai Stadion  | Hollandia   | 0 – 0     | Belgium   | vb-selejtező | -         |           |
|           | Összesen             |                               |             | 10        | mérkőzés  |              | 0         | gól       |